# Nhiệt độ sôi

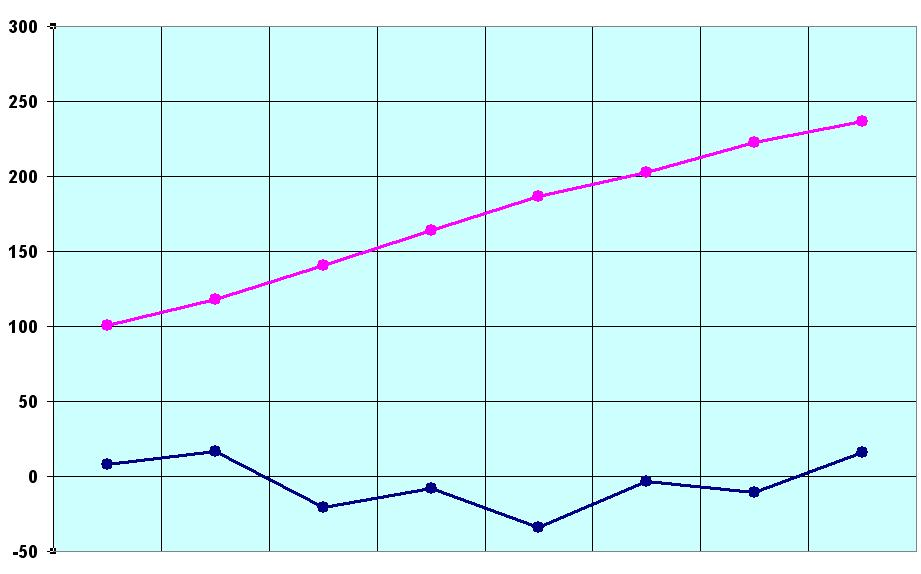
Nhiệt độ sôi (đường màu hồng) và nhiệt độ nóng chảy (đường màu xanh lam) của tám axit cacboxylic đầu tiên (°C)

Nhiệt độ sôi hay điểm sôi của một chất lỏng là nhiệt độ mà áp suất hơi của chất lỏng bằng với áp suất chung quanh chất lỏng. Khi đạt tới ngưỡng đó thì chất chuyển trạng thái từ lỏng sang khí.
Khi nói tới như nhiệt độ của thay đổi ngược lại (tức là từ trạng thái khí sang trạng thái lỏng), nó được coi là nhiệt độ ngưng tụ hay điểm ngưng tụ.
Không giống như điểm nóng chảy, điểm sôi tương đối nhạy cảm với áp suất.